# Audacious-klass
Audacious-klassen var en klass av hangarfartyg som föreslogs av den brittiska regeringen på 1930- och 1940-talen och som färdigställdes efter andra världskriget. De två fartyg som byggdes modifierades kraftigt och skilde sig åt under sin livstid. De var i drift från 1951 till 1979.

## Historia

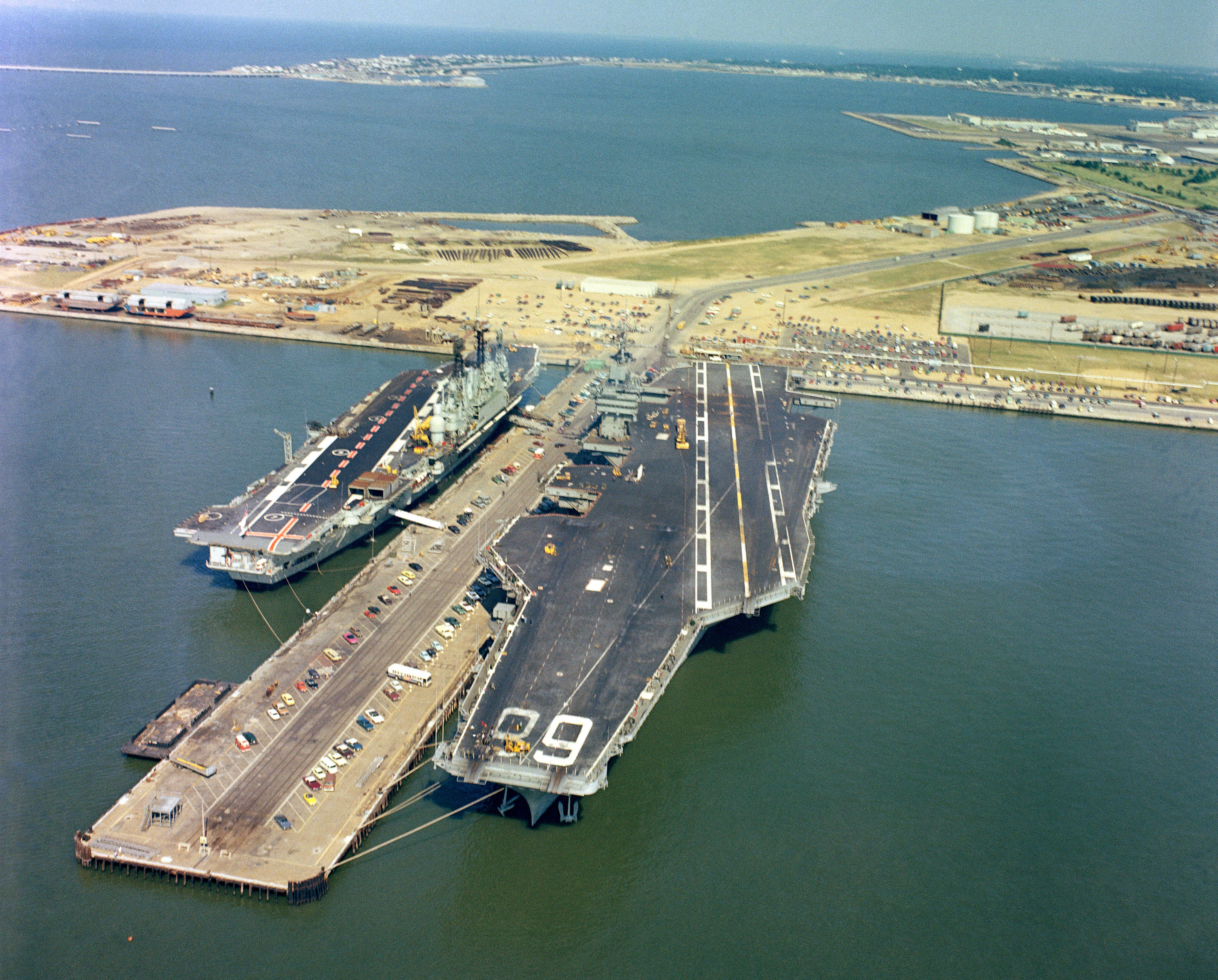
HMS Ark Royal (till vänster) bredvid USS Nimitz.

Audacious-klassen utformades ursprungligen som en större och förbättrad version av Implacable-klassen med hangarer med dubbla våningar. Man insåg dock att hangarhöjden inte skulle räcka till för de nya flygplan som förväntades tas i bruk, så designen förstorades avsevärt.
Fyra fartyg byggdes mellan 1942 och 1943 under andra världskriget, Africa, Irresistible, Audacious och Eagle. I slutet av kriget avbröts arbetet med Africa och Eagle. Arbetet med de återstående två avbröts också tillfälligt. De skulle komma att byta namn och byggas enligt olika designer på 1950-talet.
När Audacious (omdöpt till Eagle) och Irresistible (omdöpt till Ark Royal) byggdes skilde de sig så mycket åt att de i praktiken blev de ledande (och enda) fartygen i var och en av sina egna klasser. De utgjorde ryggraden i efterkrigstidens hangarfartygsflotta och modifierades flera gånger.

## Skepp i klassen
| Namn                              | Fartygsnummer | Varv                       | Påbörjad | Sjösatt       | Färdigställd      | Öde                                |
| --------------------------------- | ------------- | -------------------------- | --- | ------------- | ----------------- | ---------------------------------- |
| HMS Eagle (Ex Audacious)          | R05           | Harland and Wolff, Belfast | - 24 oktober, 1942 som HMS Audacious. - Omdöpt i början av 1946 till Eagle efter hangarfartyget som sänktes 1942. | 19 mars, 1946 | 5 oktober, 1951   | Tagen ur tjänst 26 januari, 1972.  |
| HMS Ark Royal (Ex Irresistible'') | R09           | Cammell Laird, Birkenhead  | - 3 maj, 1943 som HMS Irresistible - Senare omdöpt till Ark Royal efter hangarfartyget som sänktes 1941.          | 3 maj, 1950   | 22 februari, 1955 | Tagen ur tjänst 14 februari, 1979. |
| HMS Eagle                         | N/A           | Vickers-Armstrong          | 19 april, 1944 | N/A           | N/A               | Avbeställd i januari 1946.         |
| HMS Africa                        | N/A           | Fairfield, Govan           | N/A | N/A           | N/A               | Avbeställd 15 oktober, 1945.       |